# 富山県道237号宮ヶ谷北押川線
富山県道237号宮ヶ谷北押川線（とやまけんどう237ごう みやがたにきたおしかわせん）は富山県富山市内を通る一般県道である。

## 概要

### 路線データ
- 起点：富山県富山市婦中町宮ヶ谷字石佛（国道472号交点）
- 終点：富山県富山市北押川（富山県道41号新湊平岡線交点）
- 延長：6,020m

## 沿革
- 1994年（平成6年）4月1日 - 認定[1]
  - 路線名：一般県道237号宮ヶ谷総野線
  - 起点：婦負郡婦中町宮ヶ谷
  - 終点：婦負郡婦中町総野
- 2003年（平成15年）4月1日 - 県道の路線認定の一部改正
  - 路線名：一般県道237号宮ヶ谷北押川線
  - 起点：婦負郡婦中町宮ヶ谷
  - 終点：婦負郡婦中町北押川

## 地理

### 通過する自治体
- 富山県
  - 富山市

### 接続する道路
- 国道472号（起点：富山市婦中町宮ケ谷字石佛）
- 富山県道31号小杉婦中線（西押川交差点）
- 富山県道41号新湊平岡線（終点：北押川交差点）

### 周辺
- 北陸自動車道
  - 呉羽パーキングエリア
  - 富山西インターチェンジ
- 富山市立池多小学校
- とやま古洞の森
- 富山市天文台
- 小杉カントリークラブ
- 呉羽カントリークラブ
- 太閤山カントリークラブ